# Фридхемсплан (станция метро)
Фридхемсплан (швед. Fridhemsplan) — станция Стокгольмского метрополитена. Расположена на Синей линии. Обслуживается маршрутами Т10, T11, T17, T18, T19.

## Синяя линия
Fridhemsplan — станция Стокгольмского метро, расположенного в районе Kungsholmen. Состоит из двух станций — на синей и зеленой ветви, соединенных подземным переходом. Станция синей линии была открыта в 1975 году и залегает на глубине около 28-31 метра.
Расстояние от начала линии Kungsträdgården составляет 2.1 км. Еще одна станция пещерного типа, выстроенная в скальной породе.

## Зеленая линия
Fridhemsplan — подземная станция системы стокгольмского метро, расположенная в районе Kungsholmen. Здесь зеленая линия пересекается с синей и между ними можно осуществить переход. По этой причине станция является одной из наиболее часто посещаемых в шведской столице. В рабочие дни ею пользуется около 52000 человек. Зал станции зеленой линии располагается выше зала синей, на глубине порядка 18 метров. Он был открыт для пассажиров 26 октября 1952 года. Расстояние от станции Slussen составляет 4,9 километра.